# كأس العالم 1930
كأس العالم 1930، أُقيمت أول بطولة عالمية لكرة القدم تحت مُسمى كأس العالم. تمت الاستضافة في الأوروغواي في الفترة من 13 - 30 يوليو. وقد اُختيرت للاستضافة من قِبل الاتحاد الدولي لكرة القدم (الفيفا) بعد انعقاد مؤتمر بشأنها في برشلونة بالـ 18 من مايو 1929، حيث أن الأوروغواي ستحتفل بالذكرى المئوية لاستقلالها، وكذلك لحفاظ منتخب بلادها لكرة القدم بذهبية الدورة الأولمبية الصيفية عام 1928. تُعتبر البطولة الأولى الوحيدة من ضمن جميع بطولاتها التي لم يكن بها تصفيات مؤهلة.
دُعيت جميع المنتخبات المنتسبة للاتحاد الدولي لكرة القدم للمشاركة بالبطولة، ككل، شاركت 13 دولة في البطولة الأولى، سبع منها من أمريكا الجنوبية، وأربع من أوروبا، واثنتين من أمريكا الشمالية. ويرجع قلة المنتخبات المشاركة إلى اختيار الأوروغواي كمكان لاحتضان البطولة، فالمدة الزمنية للرحلة وتكاليف السفر عبر المحيط الأطلسي تجعل المشاركة صعبة بالنسبة للمنتخبات الأوروبية. وبالفعل، لم ترسل دولة أوروبية فريقاً حتى الشهرين السابقين لبداية المنافسة. في النهاية أقنع جول ريميه منتخبات بلجيكا وفرنسا ورومانيا ويوغوسلافيا للقيام بالرحلة.
قررت دول إيطاليا وهولندا وإسبانيا والسويد والأوروغواي التقدم بطلب استضافة البطولة. في نهاية الأمر تمت الموافقة على طلب الأوروغواي من قِبل الاتحاد الدولي لكرة القدم (الفيفا) بعد انعقاد مؤتمر بشأنها في برشلونة بالـ 18 من مايو 1929، حيث أن الأوروغواي ستحتفل بالذكرى المئوية لاستقلالها، وكذلك باحتفاظ منتخب بلادها لكرة القدم بذهبية الدورة الأولمبية الصيفية عام 1928، خاصة بعد موافقة الحكومة الأوروغوايانية على تحمل كافة مصاريف استضافة الوفود.
لعبت أول مباراتين لكأس العالم بتوقيت واحد، وقد فاز فيها منتخب فرنسا لكرة القدم ومنتخب الولايات المتحدة لكرة القدم، الذين فازا على المكسيك 4 - 1، وبلجيكا 3 - 0، على التوالي. الهدف الأول في تاريخ كأس العالم أحرزه الفرنسي لوسيان لوران. وفي المباراة النهائية، تغلب منتخب الأورغواي لكرة القدم على الأرجنتين بنتيجة 4 - 2 أمام حشد كبير بلغ 93 ألف مشجع، في مونتيفديو، وأصبحت أوروغواي أول دولة تفوز بالكأس. ويعتبر الأرجنتيني فرانشيسكو فارايو هو آخر من توفي من الذين خاضوا نهائي كأس العالم لكرة القدم 1930، عندما توفي في 30 أغسطس 2010.

## اختيار المستضيف
قررت دول إيطاليا، هولندا، إسبانيا، السويد، والأوروغواي التقدم بطلب استضافة البطولة. في نهاية الأمر تمت الموافقة على طلب الأوروغواي لعدة أسباب منها أنه آخر بطل لمسابقة دورة الألعاب الأولمبية لكرة القدم، والتعهد ببناء ملعب كرة قدم جديد، وموافقة الحكومة الأوروغوايانية في تحمل كافة مصاريف استضافة الوفود. باقي المتقدمين بطلبات الاستضافة انسحبوا، وبالتالي تمت الموافقة على طلب الأوروغواي في مدينة برشلونة الإسبانية سنة 1929. تم صنع كأس ذهبي اسمه إلهة النصر وقد صممه الفرنسي أبيل لافلور.

## المشاركون

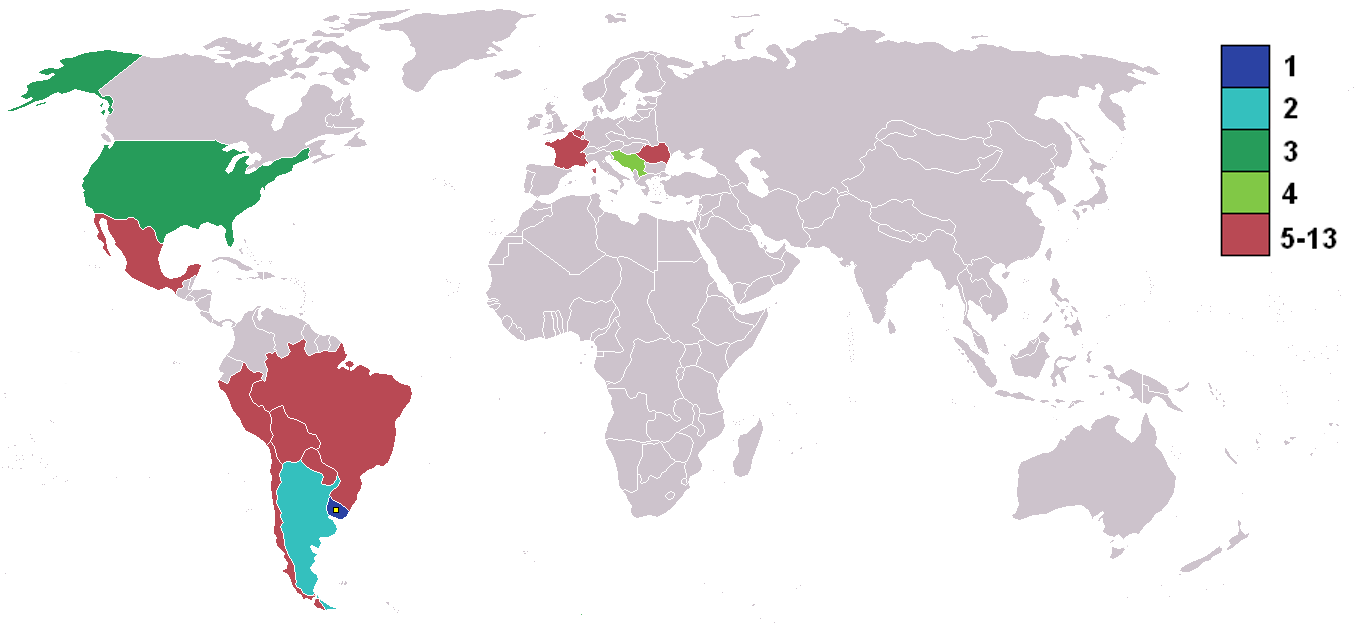
المشاركون

تُعتبر البطولة الأولى هي الوحيدة من ضمن جميع بطولاتها التي لم يكن بها تصفيات مؤهلة. دُعيت جميع المنتخبات المنتسبة للفيفا للمشاركة بالبطولة. وفي الـ 28 من فبراير 1930 كان على الفرق إعلان مشاركتها بالبطولة المقامة في الأورغواي. أتت الموافقات في وقتها المحدد من «البرازيل، الأرجنتين، البيرو، منتخب باراغواي، تشيلي، بوليفيا، الولايات المتحدة الأمريكية والمكسيك»، لكن دون أي إعلان بالمشاركة من أي منتخب متواجد في الجهة الأخرى من الأطلسي، بسبب طول مدة الرحلة وكلفتها المادية، وهذا ما أرجع قلة عدد المنتخبات الأوروبية المشاركة. وقبل شهرين من انطلاق البطولة، لم يصل أي فريق أوروبي إلى الأورغواي.
أقنع رئيس الفيفا جول ريميه أربعة فرق أوروبية على الذهاب للأورغواي عن طريق البحر، وهم «بلجيكا، وفرنسا، رومانيا ويوغوسلافيا». استقل المنتخب الروماني مع إداري الفريق (كونستانتين رادوليسكو) وقائده ومدربه (رودولف ويتزر) الباخرة (الكونت الأخضر) في جنوة الإيطالية. ودخلت رومانية البطولة بعد تتويج كارول الثاني ملكا لرومانية، وهو من اختار لاعبي الفريق، وقد تفاوض مع أصحاب عملهم حتى تبقى وظائفهم بعد عودتهم.
وأُقِل الفرنسيون من مدينة «فيلفرانش سور مير» بتاريخ 21 يونيو 1930؛ والبلجيكيون من برشلونة. وبذات الباخرة تم نقل كأس العالم ورئيس الاتحاد الدولي (جول ريميه)، بالإضافة للحكّام الأوروبيون الثلاث: (البلجيكي جون لانغينوس، البلجيكي هينري كريستوف، والفرنسي توماس بالفاي). فيما تم المرور على «ريو دي جانيرو» لأخذ الفريق البرازيلي بتاريخ 29 يونيو 1930 قبل أن ترسى الباخرة في نهاية رحلتها بالأورغواي في الـ 4 من يوليو 1930. ومن المواقف التي حدثت في رحلتهم، تلقى الحكم الفرنسي بالفاي نبأ وفاة زوجته في فرنسا وهم على سواحل «ريو دي جانيرو». أمّا الفريق اليوغوسلافي فقد قطع الأطلسي «بنصف عدده» عن طريق الباخرة البريدية (فلوريادا)، مُستَقلاً إيّاها من مدينة مارسيليا الفرنسية.

## ملاعب البطولة
جرت جميع المباريات في العاصمة الأورجوانية (مونتيفيديو)، وعلى ثلاثة ملاعب، هي: «ملعب بوكيتوس، ملعب غران بارك سنترال، وملعب سنتيناريو». وبُني الأخير الذي يتسع 90 ألف شخص، بمناسبة الذكرى المئوية لاستقلال البلاد، وكذلك لاستضافة البطولة العالمية. وكان هو الملعب الرئيس للبطولة، أجريت على أرضه عشر مباريات من أصل 18 مباراة في البطولة، متضمنة كل لقاءات المرحلة القبل نهائية والنهائية. ومع تساقط الأمطار، تعطل سير إكمال بناء الملعب، ولم تُضع لمساته الأخيرة إلا بعد بدء البطولة بخمسة أيام. مما أُضطُر لاستخدام الملاعب ذات السعة الصغيرة.
| مونتيفيديوكأس العالم 1930 (أوروغواي) | مونتيفيديو                                             | مونتيفيديو                                  | مونتيفيديو                                               |
| مونتيفيديوكأس العالم 1930 (أوروغواي) | ملعب سنتيناريو                                         | ملعب غران بارك سنترال                       | ملعب بوكيتوس                                             |
| مونتيفيديوكأس العالم 1930 (أوروغواي) | 34°53′40.38″S 56°9′10.08″W / 34.8945500°S 56.1528000°W | 34°54′4″S 56°9′32″W / 34.90111°S 56.15889°W | 34°54′18.378″S 56°9′22.42″W / 34.90510500°S 56.1562278°W |
| مونتيفيديوكأس العالم 1930 (أوروغواي) | السعة: 90,000                                          | السعة: 20,000                               | السعة: 1,000                                             |
| مونتيفيديوكأس العالم 1930 (أوروغواي) |                                                        |                                             |                                                          |

## حكام البطولة[17]
| أوروبا - توماس بالفاي - هينري كريستوف - جون لانغينوس - كونستانتين رادوليسكو (مراقب خطوط) أمريكا الشمالية - غاسبار فاييخو (مراقب خطوط) | أمريكا الجنوبية - غوالبرتو ألونسو (مراقب خطوط) - مارتن أفيستوغي (مراقب خطوط) - دومينغو لومباردي - خوسيه ماسياس - فرانسيسكو ماتيوكي - غيلبيرتو دي ألميدا ريغو | - أوليسيس ساوسيدو - أنيبال تيخادا - ريكاردو فالارينو - ألبيرتو وارنكين |

## الطريقة
تم توزيع المنتخبات الثلاثة عشر على 4 مجموعات حيث أضم المجموعة الأولى 4 منتخبات بينما تضم باقي المجموعات 3 منتخبات. جميع المجموعات تلعب بطريقة الدوري من دور واحد على أن يمنح الفائز نقطتين والمتعادل نقطة واحدة. إذا تساوى منتخبان في رصيد النقاط فإن الحسم يكون عن طريق إقامة مباراة فاصلة بينهما. هذا الأمر لم يتم استخدامه لأن جميع المنتخبات التي احتلت المركز الأول في المجموعات الأربع حسمته بفارق على الأقل نقطة واحدة، وهي بذلك البطولة الوحيدة التي انتهت جميع مبارياتها بفوز أحد الطرفين، ولم يكن هناك أي تعادل.

## القرعة
تم وضع منتخبات الأرجنتين، الولايات المتحدة، البرازيل، والأوروغواي على رؤوس المجموعات.
بما أنه لا يوجد هناك تصفيات تأهيلية فقد لعبت أولى مباريات البطولة في 13 يوليو بين فرنسا والمكسيك التي انتهت بفوز فرنسا 4-1 على ملعب بوكيتوس بينما في المباراة الثانية فازت الولايات المتحدة على بلجيكا 3-0 على ملعب غران بارك سنترال ودخل الفرنسي لوسيان لوران التاريخ بتسجيله أول أهداف البطولة.

## ملخص البطولة

### المجموعة الأولى

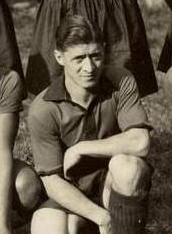
لوسيان لوران مسجل الهدف الأول.

كانت المجموعة الأولى هي المجموعة الوحيدة التي تتكون من أربع فرق، وهي: «الأرجنتين، تشيلي، فرنسا والمكسيك». بعد يومين من فوز فرنسا على المكسيك، تواجهت فرنسا مع الفريق الأرجنتيني. أحرز الأرجنتيني (لويس مونتي) الهدف الوحيد في المباراة من ضربة حُرة. ومن الغريب أن الحكم البرازيلي (الميدو ريغو) قد أطلق صافرة النهاية قبل انقضاء وقت المباراة الأصلي بست دقائق؛ وبعد أن اعترض اللاعبون الفرنسيون على النهاية المبكرة، تم استئناف اللقاء.

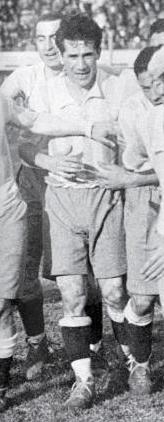
غييرمو ستابيلي هداف البطولة

في المباراة الثانية بين الأرجنتين والمكسيك، تم احتساب أول ركلة جزاء في البطولة. فيما تم احتساب خمسة ركلات جزاء من قِبَل الحكم البوليفي (يوليزيز ساكيدو)، فكانت ثلاثة منها محل جدل. وكان فيها أيضاً، أول «هاتريك» في البطولة من نصيب اللاعب الأرجنتيني (غييرمو ستابيلي). وبذلك انتهت المباراة بنتيجة 6 – 3 لصالح الأرجنتين.
في الجولة الأخيرة، انتصرت الأرجنتين على تشيلي رغم المشاجرة التي حدثت أثنائها بسبب ارتكاب اللاعب الأرجنتيني (مونتي) خطئاً ضد التشيلي (أرتورو توريس)، فانتهت المباراة بثلاثة أهداف لهدف. وبها، تأهلت الأرجنتين للدور الثاني.

### المجموعة الثانية
ضمت المجموعة الثانية: «البرازيل، بوليفيا ويوغوسلافيا». البرازيل، التي وضعت على رأس مجموعتها، بعثت فريقاً يتألف أساساً من لاعبين من ريو دي جانيرو، وكان ذلك بسبب خلاف داخلي مع لاعبي ساو باولو. ومع هذا، كان يُتوقع أن يرتقي مستواهم. ففي المباراة الافتتاحية بالمجموعة حققت يوغوسلافيا نصراً مُفاجِئاً على البرازيل بنتيجة 2 – 1. وفاز كِلا الفريقين «بأريحية» على بوليفيا (بالرغم من حصول خلط وتشويش كبيرين أثناء مباراة البرازيل وبوليفيا، ولمدة 45 دقيقة، بسبب ارتداء الفريقين قمصاناً بنفس اللون. ومع طلب حكم المباراة، تم تغيير القمصان). وفي ختام الجولات، ترشحت يوغوسلافيا عن المجموعة الثانية.

### المجموعة الثالثة

منتخب الأوروغواي

استضافت الأورغواي بمجموعتها: «بيرو ورومانيا». شهدت المباراة الافتتاحية في هذه المجموعة أول حالة طرد في المنافسات، عندما تم طرد اللاعب البيروفي (بلاتشيدو غاليندو) في مباراتهم ضد رومانيا. فأُستفيد من نقص عدد الفريق البيروفي ليُسجل الرومانيون هدفي الفوز في وقت متأخر من المباراة.
لم تلعب الأورغواي أولى مبارياتها على (ملعب سنتيناريو) بسبب تأخر عملية إنهاء البناء، ولم تلعب حتى بعد بدء البطولة بخمسة أيام. وقد تم إطلاق اسم (المئوية) على هذا الملعب بمناسبة الاحتفالية المقامة عليه لإحياء الذكرى المئوية لاستقلال الأورغواي.
انتصرت الأورغواي على البيرو في أول مبارياتها بنتيجة 1 – 0 والتي اعتبرتها الصحافة الأورغوانية «ذات أداء سيئ» لمنتخب بلادها، فيما أشادت بالمستوى البيروفي.
وهزمت الأورغواي بعدها الفريق الروماني بسهولة، مسجلةً جميع أهداف المباراة الأربعة في الشوط الأول.

### المجموعة الرابعة
هيمن الفريق الأمريكي على مجموعته، كونه يتشكل من لاعبين محترفين من بريطانيا. أول الخصوم، كانت بلجيكا، وتم هزيمتها بثلاثة أهداف نظيفة. هذا النصر السهل لم يكن متوقعاً أبداً؛ ما حدى الصحيفة الأورغوانية Imparcial إلى كتابة تعليقها بالمباراة تحت عنوان: «بتلك المُحصّلة الكبيرة للفوز الأمريكي.. تفاجأ الخبراء بحق». أمّا في الطرف البلجيكي، فقد عبّروا عن استيائهم لسوء حالة الملعب، وتم التشكيك أيضاً في القرارات التحكيمية، وادّعوا بعدم صحة الهدف الثاني باعتباره تسلّلاً.
في المباراة الثانية بالمجموعة، شهدت البطولة أول «هاتريك»، فحملت توقيع اللاعب الأمريكي (بيرت باتينود) في مرمى الباراغواي. ولم يتم الاعتراف به كأول هاتريك حتى الـ 10 من نوفمبر 2006، وكان ذلك بسبب أن سِجِلات الفيفا قد اعتبرت أن أول هاتريك كان من نصيب اللاعب الأرجنتيني (غييرمو ستابيلي)، وقد أحرزهم بعد يومين من تسجيل باتينود لثلاثيته «المشكوكة». وعلى العموم، فقد أعلن الفيفا في العام 2006 بأن أول ثلاثية في كأس العالم كانت من صالح اللاعب الأمريكي (باتينود)، وأن الهدف المنسوب لزميله (توماس فلوري) ما هو إلا له.
وفي ختام مباريات المجموعات الأربع، تأهلت كُلاً من: «الأرجنتين، يوغوسلافيا، الأورغواي والولايات المتحدة الأمريكية» للدور ما قبل النهائي.

### الدور النصف النهائي
شهدت شباك هذا الدور كمّاً كبيراً من الأهداف، فسجل الفريق الأرجنتيني أول أهداف هذا الدور عن طريق لاعبه (لويس مونتي) في منتصف الشوط الأول. في الشوط الثاني، تقهقرت قوى الفريق الأمريكي وتراجعت مع الكثافة الهجومية للأرجنتين، فانتهت المباراة بحصيلة 6 – 1 لصالح الفريق الأرجنتيني. تقدم بعدها الجهاز الإداري الأمريكي بشكوى على حكم اللقاء (جون لنجينس)، لكن دون فائدة تُرجى.

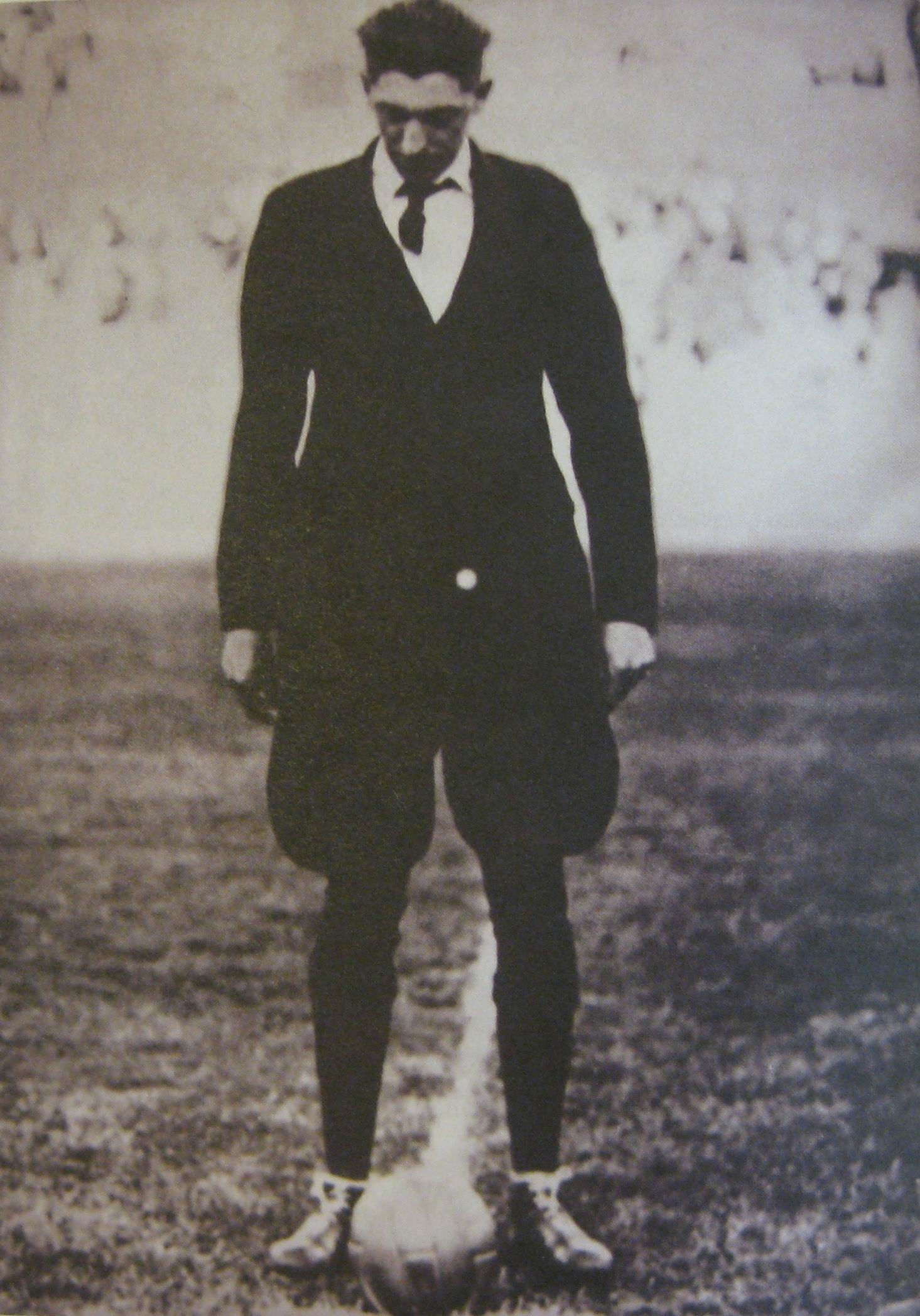
جون لانجينوس حكم المباراة النهائية.

في اللقاء الثاني بين يوغوسلافيا والأورغواي، خيّمت أجواء دورة الألعاب الأولمبية عام 1924 أرجاء الملعب. ومع أن التاريخ قد خيّب ظن اليوغوسلاف وقتها، فهذا لم يمنعهم من التقدم مبكّراً عن طريق اللاعب اليوغوسلافي (سيكوليتش). لكن سرعان ما قلبت الأورغواي النتيجة، لتتقدم بهدفين لهدف. وبعد فترة وجيزة، سجل اليوغوسلاف هدف التعديل، لكنه لم يُحسب لوجود تسلل. وانهى الفريق المُضيف المباراة بإضافة أربعة أهداف في شباك الخصم، لتخلص النتيجة بستة أهداف لهدف، كانت نصفها من تسجيل اللاعب الأورغواني (بيدرو سيا).

### المباراة النهائية
التقى طرفي نهائي أولمبياد أمستردام 1928، الأوروغواي والأرجنتين مرة أخرى في نهائي بطولة كأس العالم . فيما لم تُقم مباراة لتحديد صاحب المركز الثالث إلا في البطولة الثانية بإيطاليا عام 1934. إلا أن في بعض المصادر، وبشكل أخص، نشرة الاتحاد الدولي (الفيفا) عام 1984، التي أشارت ضمناً إلى أن مباراة تحديد المركز الثالث قد جرت وفازت بها الولايات المتحدة بنتيجة 3 – 1، مع أنها لم تؤكد بعد بشكل رسمي.
لُعبت المباراة النهائية على ملعب (أستاد سينتيناريو) في الثلاثين من يوليو عام 1930. وفُتحت أبواب الملعب في الساعة الثامنة صباحاً، أي قبل بدء المباراة بست ساعات تقريباً. فيما اكتظت المدرجات بالجمهور عن بكرة أبيها في فترة الظهيرة، فبلغ تعدادهم الـ 93 ألفًا.
انتهت المباراة الأخيرة في البطولة لصالح الفريق الأورغواني بأربعة أهداف لهدفين (مع أنهم كانوا متخلفين حتى بداية الشوط لثاني بهدفين لهدف). فقدم لهم السيد (جول ريميه) الكأس التي كانت تحمل اسمه حينها . وفي اليوم التالي، تم الإعلان عن العطلة الوطنية في الأورغواي، بينما تم الاعتداء على قنصلية الأوروغواي في العاصمة الأرجنتينية (بيونس آيرس) من قِبَل الأرجنتينيين.
كان آخر من تبقى من لاعبي هذا النهائي هو اللاعب الأرجنتيني فرانشيسكو فارايو الذي توفي في 30 أغسطس 2010 عن عمر يناهز 100 عام ليموت بذلك الشاهد الوحيد الباقي علي تلك المباراة التاريخية .

## البطولة
كل المباريات بتوقيت UTC−03:30

### الدور الأول

#### المجموعة الأولى
| فريق      | لعب | ف | ت | خ | له | عليه | ف.أ | نقاط |
| --------- | --- | - | - | - | -- | ---- | --- | ---- |
| الأرجنتين | 3   | 3 | 0 | 0 | 10 | 4    | 6+  | 9    |
| تشيلي     | 3   | 2 | 0 | 1 | 5  | 3    | 2+  | 6    |
| فرنسا     | 3   | 1 | 0 | 2 | 4  | 3    | 1+  | 3    |
| المكسيك   | 3   | 0 | 0 | 3 | 4  | 13   | 9−  | 0    |

| فرنسا                                                           | 4 – 1 | المكسيك         |
| --------------------------------------------------------------- | ----- | --------------- |
| لوسيان لوران 19' · مارسيل لانغيلر 40' · أندريه ماتشينو 43'، 87' |       | خوان كارينو 70' |

| الأرجنتين      | 1 – 0 | فرنسا |
| -------------- | ----- | ----- |
| لويس مونتي 81' |       |       |

| تشيلي                                              | 3 – 0 | المكسيك |
| -------------------------------------------------- | ----- | ------- |
| كارلوس فيدال 3'، 65' · مانويل روساس 51' (هدف عكسي) |       |         |

| تشيلي               | 1 – 0 | فرنسا |
| ------------------- | ----- | ----- |
| غييرمو سوبيابري 65' |       |       |

| الأرجنتين                                                                    | 6 – 3 | المكسيك                                               |
| ---------------------------------------------------------------------------- | ----- | ----------------------------------------------------- |
| غييرمو ستابيلي 8'، 17'، 80' · أدولفو زوميلزو 12'، 55' · فرانشيسكو فارايو 53' |       | مانويل روساس 42' (ركلة جزاء)، 65' · روبيرتو غايون 75' |

| الأرجنتين                                     | 3 – 1 | تشيلي               |
| --------------------------------------------- | ----- | ------------------- |
| غييرمو ستابيلي 12'، 13' · ماريو إيفاريستو 81' |       | غييرمو سوبيابري 15' |

#### المجموعة الثانية
| فريق       | لعب | ف | ت | خ | له | عليه | ف.أ | نقاط |
| ---------- | --- | - | - | - | -- | ---- | --- | ---- |
| يوغوسلافيا | 2   | 2 | 0 | 0 | 6  | 1    | 5+  | 6    |
| البرازيل   | 2   | 1 | 0 | 1 | 5  | 2    | 3+  | 3    |
| بوليفيا    | 2   | 0 | 0 | 2 | 0  | 8    | 8−  | 0    |

| يوغوسلافيا                             | 2 – 1 | البرازيل     |
| -------------------------------------- | ----- | ------------ |
| ألكساندر ترينانيتش 21' · إيفان بيك 30' |       | بريغينيو 62' |

| يوغوسلافيا                                                           | 4 – 0 | بوليفيا |
| -------------------------------------------------------------------- | ----- | ------- |
| إيفان بيك 60'، 67' · بلاغوي ماريانوفيتش 65' · دوردي فويادينوفيتش 85' |       |         |

| البرازيل                                         | 4 – 0 | بوليفيا |
| ------------------------------------------------ | ----- | ------- |
| موديراتو ويسينتاينر 37'، 73' · بريغينيو 57'، 83' |       |         |

#### المجموعة الثالثة
| فريق       | لعب | ف | ت | خ | له | عليه | ف.أ | نقاط |
| ---------- | --- | - | - | - | -- | ---- | --- | ---- |
| الأوروغواي | 2   | 2 | 0 | 0 | 5  | 0    | 5+  | 6    |
| رومانيا    | 2   | 1 | 0 | 1 | 3  | 5    | 2−  | 3    |
| بيرو       | 2   | 0 | 0 | 2 | 1  | 4    | 3−  | 0    |

| رومانيا                                                       | 3 – 1 | بيرو                    |
| ------------------------------------------------------------- | ----- | ----------------------- |
| أدالبيرت ديشو 1' · كونستانتين ستانكيو 79' · ميكلوس كوفاتش 89' |       | لويس دي سوزا فيريرا 75' |

| الأوروغواي        | 1 – 0 | بيرو |
| ----------------- | ----- | ---- |
| هيكتور كاسترو 65' |       |      |

| الأوروغواي                                                                   | 4 – 0 | رومانيا |
| ---------------------------------------------------------------------------- | ----- | ------- |
| بابلو دورادو 7' · هيكتور سكاروني 26' · بيريغرينو أنسيلمو 31' · بيدرو سيا 35' |       |         |

#### المجموعة الرابعة
| فريق             | لعب | ف | ت | خ | له | عليه | ف.أ | نقاط |
| ---------------- | --- | - | - | - | -- | ---- | --- | ---- |
| الولايات المتحدة | 2   | 2 | 0 | 0 | 6  | 0    | 6+  | 6    |
| باراغواي         | 2   | 1 | 0 | 1 | 1  | 3    | 2−  | 3    |
| بلجيكا           | 2   | 0 | 0 | 2 | 0  | 4    | 4−  | 0    |

| الولايات المتحدة                                 | 3 – 0 | بلجيكا |
| ------------------------------------------------ | ----- | ------ |
| بارت مكغي 23' · توم فلوري 45' · بيرت باتينود 69' |       |        |

| الولايات المتحدة           | 3 – 0 | باراغواي |
| -------------------------- | ----- | -------- |
| بيرت باتينود 10'، 15'، 50' |       |          |

| باراغواي             | 1 – 0 | بلجيكا |
| -------------------- | ----- | ------ |
| لويس فارغاس بينا 40' |       |        |

### مرحلة خروج المغلوب
|  | نصف النهائي           | نصف النهائي |   |  | النهائي               | النهائي |  |
|  |                       |             |   |  |                       |         |  |
|  | 26 يوليو – مونتيفيديو |             |   |  |                       |         |  |
|  | الأرجنتين             | 6           |   |  |                       |         |  |
|  | الولايات المتحدة      | 1           |   |  |                       |         |  |
|  |                       |             |   |  |                       |         |  |
|  |                       |             |   |  | 30 يوليو – مونتيفيديو |         |  |
|  |                       |             |   |  | الأرجنتين             | 2       |  |
|  |                       | الأوروغواي  | 4 |  |                       |         |  |
|  |                       |             |   |  |                       |         |  |
|  |                       |             |   |  |                       |         |  |
|  |                       |             |   |  |                       |         |  |
|  | 27 يوليو – مونتيفيديو |             |   |  |                       |         |  |
|  | الأوروغواي            | 6           |   |  |                       |         |  |
|  | يوغوسلافيا            | 1           |   |  |                       |         |  |

#### الدور نصف نهائي
| الأرجنتين                                                                                  | 6 – 1 | الولايات المتحدة |
| ------------------------------------------------------------------------------------------ | ----- | ---------------- |
| لويس مونتي 20' · أليخاندرو سكوبيلي 56' · غييرمو ستابيلي 69'، 87' · كارلوس بيوسيلي 80'، 85' |       | جيم براون 89'    |

| الأوروغواي                                                                | 6 – 1 | يوغوسلافيا            |
| ------------------------------------------------------------------------- | ----- | --------------------- |
| بيدرو سيا 18'، 67'، 72' · بيريغرينو أنسيلمو 20'، 31' · سانتوس إريارتي 61' |       | دوردي فويادينوفيتش 4' |

#### المباراة النهائية
| الأوروغواي                                                                | 4 – 2 | الأرجنتين                               |
| ------------------------------------------------------------------------- | ----- | --------------------------------------- |
| بابلو دورادو 12' · بيدرو سيا 57' · سانتوس إريارتي 68' · هيكتور كاسترو 89' |       | كارلوس بيوسيلي 20' · غييرمو ستابيلي 37' |

## ترتيب الهدافين
المصدر:
8 أهداف
- غييرمو ستابيلي

5 أهداف
- بيدرو سيا

4 أهداف
- غييرمو سوبيابري
- بيرت باتينود

3 أهداف
| - كارلوس بيوسيلي - بريغينيو | - بيريغرينو أنسيلمو | - إيفان بيك |

2 هدف
| - لويس مونتي - أدولفو زوميلزو - موديراتو ويسينتاينر | - أندريه ماتشينو - مانويل روساس - هيكتور كاسترو | - بابلو دورادو - سانتوس إريارتي - بارت مكغي |

1 هدف
| - ماريو إيفاريستو - أليخاندرو سكوبيلي - فرانشيسكو فارايو - كارلوس فيدال - مارسيل لانغيلر - لوسيان لوران - خوان كارينو | - روبيرتو غايون - لويس فارغاس بينا - لويس دي سوزا فيريرا - شتيفان باربو - أدالبيرت ديشو - كونستانتين ستانكيو | - جيم براون - هيكتور سكاروني - بلاغوي ماريانوفيتش - برانيسلاف سيكيوليتش - ألكساندر ترينانيتش - دوردي فويادينوفيتش |

## الترتيب العام حسب النقاط والأهداف
في عام 1986، نشرت الفيفا تقريرأ بمراتب الفرق في كل بطولات كأس العالم، حتى عام 1986، وكانت تصنيفات للبطولة 1930 على النحو التالي:

| الترتيب | المنتخب          | فاز | تعادل | خسر | نقاط | له | عليه | فرق |
| ------- | ---------------- | --- | ----- | --- | ---- | -- | ---- | --- |
| 1       | الأوروغواي       | 4   | 0     | 0   | 8    | 15 | 3    | 12  |
| 2       | الأرجنتين        | 4   | 0     | 1   | 8    | 18 | 9    | 9   |
| 3       | الولايات المتحدة | 2   | 0     | 1   | 4    | 7  | 6    | 1   |
| 4       | يوغوسلافيا       | 2   | 0     | 1   | 4    | 7  | 7    | 0   |
| 5       | تشيلي            | 2   | 0     | 1   | 4    | 5  | 3    | 2   |
| 6       | البرازيل         | 1   | 0     | 1   | 2    | 5  | 2    | 3   |
| 7       | فرنسا            | 1   | 0     | 2   | 2    | 4  | 3    | 1   |
| 8       | رومانيا          | 1   | 0     | 1   | 2    | 3  | 5    | 2-  |
| 9       | الباراغواي       | 1   | 0     | 1   | 2    | 1  | 3    | 2-  |
| 10      | بيرو             | 0   | 0     | 2   | 0    | 1  | 4    | 3-  |
| 11      | بلجيكا           | 0   | 0     | 2   | 0    | 0  | 4    | 4-  |
| 12      | بوليفيا          | 0   | 0     | 2   | 0    | 0  | 8    | 8-  |
| 13      | المكسيك          | 0   | 0     | 3   | 0    | 4  | 13   | 9-  |
| ***     | المجموع          | 18  | 0     | 18  | ***  | 70 | 70   | 0   |

ملحوظة: الخطوط الزرقاء تفصل ما بين الأدوار التي تقصى فيها الفرق.

## أخر اللاعبين المتوفين من البطولة
كان آخر لاعب أوروغواياني على قيد الحياة من كأس العالم 1930 إرنيستو ماتشيروني، الذي توفي في 3 يوليو 1984 في سن ال 76، على الرغم من أن المدافع الاحتياطي إيميليو ريكوبا عاش أكثر منه وهو توفي في 12 سبتمبر 1992 (بعمر 87 سنة)، ولكن لم يلعب أي مباريات في البطولة. ومع ذلك، كان هناك العديد من اللاعبين الآخرين الذين شاركوا في البطولة ولا يزالون على قيد الحياة في هذه المرحلة وكان آخر لاعب على قيد الحياة لعب في البطولة الأرجنتيني فرانشيسكو فارايو، الذي توفي في 30 أغسطس 2010 عن عمر يناهز ال 100 سنة - أي بعد ثمانين عام على البطولة.

## وصلات خارجية
- موقع الفيفا
- موقع المنظمة الدولية لإحصاءات كرة القدم